# صواردة (قرية)
قبيلة الصواردةفي السودان رمز القبيلة 996 يعرف منهم الشيخ الفكي يوسف أحمد دفع الله بن عين الشمس بشمال ود العباس شرق سنار قرية جادين محافظة سنار وهو من مواليد تلك المنطقة ومن الدعاة، أحفاده سعادة السفير يوسف حامد ناصر الذي عمل سفيرا لإثيوپيا لدى اليمن، وكذلك عباس حامد ناصر وهم أحفاده من قبل أمهم المتوفية سنة 2010 بمدينة الدمازين بالسودان . ثم أبناء سراج الدين علي من محافظة السوكي منطقة دون تاي ريفي كركوج شمال الفونج، ثم الفاضل الصاردي ابن أخت الفكي يوسف ود عين الشمس ببيكي، وفي الوسط أبناء المكابرابي منطقة بُمُوُ عنهم أولاد الشيخ مضوي وأولاد الخزين عنهم الفحل وميكائيل وجبريل والخزين في منطقة عُودا شرق نهر يابوس والكامل تورين وعبد الله المرضي والمصباح ومحمد بشير ابن عم رائد شرطة الماحي دجاز بشير بولاية سنار بالسودان ، وقد جاء جدهم الأكبر من منطقة الكدروصواردة تقع في أقصى شمال السودان على نحو مائة وثمانون كيلو مترا جنوب وادي حلفا، وثلاثون كيلومترا جنوب مدينة عبري. وهي قرية نوبية عريقة بشمال السودان، وأهم حرفة تمارس فيها الزراعة التقليدية، والرعي التقليدي، المناخ صحراوي، شخصيات هامة بهذه القرية: أ. سعدالدين طه بدر، أ.محمد وردي. وقد هاجر قديما الكثير من ابنا صواردة الي بقاع السودان المختلفة وبالاخص وسط السودان وذلك بهدف نشر الدين الإسلامي وتعليم القرآن حيث نجد احفادهم موجودين حتى الآن في عدد من المواقع في السودان منها على سبيل المثال لا الحصر قرية صواردة وقرية الربوة بمحلية جنوب الجزيرة بولاية الجزيرة وهم يتناقلون من اجدادهم انهم اتوا من اقصي شمال السودان من منطقة يقال لها صواردة حتى انهم اصحوا يعرفون بالصواردة ويستخرجون هوياتهم (بطاقة الجنسية) باسم الصواردة كاسم قبلي لهم وإذا سؤل احدهم ما اسم قبيلتك يقول (صواردة)